# Rallye Monte-Carlo 2024
Le Rallye Monte-Carlo 2024, 92e Rallye Automobile Monte-Carlo, est la première manche du championnat du monde des rallyes 2024. Il se déroule sur quatre jours entre le 25 et le 28 janvier 2024. Après deux éditions, le rallye est de retour dans les Hautes-Alpes, autour de Gap, à la recherche de sols glacés et enneigés et se compose de dix-sept spéciales et de parcours de liaison. La distance cumulée des tronçons chronométrés est de 324,44 km. Le départ et l'arrivée se font à Monaco. Pour cette édition, une limite à 70 concurrents engagés a été fixée.
Sébastien Ogier et Vincent Landais pour Toyota Gazoo Racing WRT sont les tenants du titre. Yohan Rossel et Arnaud Dunand sont les vainqueurs en titre dans la catégorie WRC-2.

## Engagés
Les équipages suivants sont engagés dans le rallye. L’événement est ouvert aux équipages participant au Championnat du monde des Rallyes et à ses catégories de soutien : Championnat du monde des Rallyes-2 et Championnat du monde des Rallyes-3, ainsi qu'aux concurrents privés qui ne sont enregistrés pour marquer des points dans aucun championnat. Huit équipages sont inscrits pour participer au Championnat du monde des Rallyes en catégorie Rally1, ainsi que vingt-deux équipages de Rally2.

### WRC
| N° | Pilote            | Copilote              | Équipe                  | Voiture                | Éligibilité au championnat      | Pneus |
| -- | ----------------- | --------------------- | ----------------------- | ---------------------- | ------------------------------- | ----- |
| 8  | Ott Tänak         | Martin Järveoja       | Hyundai Shell Mobis WRT | Hyundai i20 N Rally1   | Driver, Co-driver, Manufacturer | P     |
| 9  | Andreas Mikkelsen | Torstein Eriksen (en) | Hyundai Shell Mobis WRT | Hyundai i20 N Rally1   | Driver, Co-driver, Manufacturer | P     |
| 11 | Thierry Neuville  | Martijn Wydaeghe      | Hyundai Shell Mobis WRT | Hyundai i20 N Rally1   | Driver, Co-driver, Manufacturer | P     |
| 13 | Grégoire Munster  | Louis Louka           | M-Sport Ford WRT        | Ford Puma Rally1       | Driver, Co-driver, Manufacturer | P     |
| 16 | Adrien Fourmaux   | Alexandre Coria       | M-Sport Ford WRT        | Ford Puma Rally1       | Driver, Co-driver, Manufacturer | P     |
| 17 | Sébastien Ogier   | Vincent Landais       | Toyota Gazoo Racing WRT | Toyota GR Yaris Rally1 | Driver, Co-driver, Manufacturer | P     |
| 18 | Takamoto Katsuta  | Aaron Johnston (en)   | Toyota Gazoo Racing WRT | Toyota GR Yaris Rally1 | Driver, Co-driver, Manufacturer | P     |
| 33 | Elfyn Evans       | Scott Martin          | Toyota Gazoo Racing WRT | Toyota GR Yaris Rally1 | Driver, Co-driver, Manufacturer | P     |

### WRC-2
| N° | Pilote                  | Copilote                   | Équipe/Engagé             | Voiture                     | Éligibilité au championnat                              | Pneus |
| -- | ----------------------- | -------------------------- | ------------------------- | --------------------------- | ------------------------------------------------------- | ----- |
| 20 | Yohan Rossel            | Arnaud Dunand              | DG Sport Compétition (it) | Citroën C3 Rally2 (en)      | Driver, Co-driver, Team                                 | P     |
| 21 | Nikolay Gryazin         | Konstantin Aleksandrov     | DG Sport Compétition      | Citroën C3 Rally2           | Challenger Driver, Challenger Co-driver, Team           | P     |
| 24 | Nicolas Ciamin          | Yannick Roche              | Nicolas Ciamin            | Hyundai i20 N Rally2 (en)   | Challenger Driver, Challenger Co-driver                 | P     |
| 25 | Pepe López (es)         | David Vázquez Liste        | Pepe López                | Škoda Fabia RS Rally2       | Challenger Driver, Challenger Co-driver                 | P     |
| 26 | Chris Ingram (en)       | Hannah McKillop            | Chris Ingram              | Škoda Fabia RS Rally2       | Challenger Driver, Challenger Co-driver                 | P     |
| 27 | Stéphane Lefebvre       | Andy Malfoy                | Stéphane Lefebvre         | Toyota GR Yaris Rally2 (en) | Driver, Co-driver                                       | P     |
| 28 | Bryan Bouffier          | Frédéric Vauclare          | Bryan Bouffier            | Toyota GR Yaris Rally2      | Challenger Driver, Challenger Co-driver                 | P     |
| 29 | Jan Solans (es)         | Rodrigo Sanjuan de Eusebio | Jan Solans                | Toyota GR Yaris Rally2      | Challenger Driver, Challenger Co-driver                 | P     |
| 30 | Alejandro Mauro Sánchez | Adrián Pérez Fernández     | Alejandro Mauro Sánchez   | Škoda Fabia Rally2 evo (en) | Challenger Driver, Challenger Co-driver                 | P     |
| 31 | John Wartique (en)      | Maxime Andernack           | John Wartique             | Ford Fiesta Rally2 (en)     | Challenger Driver, Challenger Co-driver                 | P     |
| 35 | Olivier Burri           | Anderson Levratti          | Olivier Burri             | Škoda Fabia Rally2 evo      | Challenger Driver, Challenger Co-driver                 | P     |
| 40 | Jourdan Serderidis      | Frédéric Miclotte          | Jourdan Serderidis        | Volkswagen Polo GTI R5 (en) | Challenger/Masters Driver, Challenger/Masters Co-driver | P     |

## Calendrier et déroulement des spéciales
| Date       | N°   | Départ        | Épreuve Spéciale                                 | Distance                                     | Vainqueur E.S.                               | Temps                                        | Leader au général |
| ---------- | ---- | ------------- | ------------------------------------------------ | -------------------------------------------- | -------------------------------------------- | -------------------------------------------- | ----------------- |
| 24 janvier | NC   | À 16:31       | Route de la Garde (Shakedown)                    | 3.28 km                                      | Ott Tänak                                    | 2:00.5                                       | --                |
| 25 janvier |      | After 16:52   | Cérémonie d'ouverture, Monaco                    | Cérémonie d'ouverture, Monaco                | Cérémonie d'ouverture, Monaco                | Cérémonie d'ouverture, Monaco                | --                |
| 25 janvier |      | 19:37 – 19:52 | Zone de changement de pneus, Digne-les-Bains     | Zone de changement de pneus, Digne-les-Bains | Zone de changement de pneus, Digne-les-Bains | Zone de changement de pneus, Digne-les-Bains | --                |
| 25 janvier | ES1  | After 20:35   | Thoard / Saint-Geniez                            | 21.01 km                                     | Elfyn Evans                                  | 12:12.9                                      | Elfyn Evans       |
| 25 janvier | SS2  | After 21:58   | Bayons / Bréziers                                | 25.19 km                                     | Elfyn Evans                                  | 14:00.0                                      | Elfyn Evans       |
| 25 janvier |      | 23:11 – 23:59 | Flexi service A, Gap                             | Flexi service A, Gap                         | Flexi service A, Gap                         | Flexi service A, Gap                         | Elfyn Evans       |
| 26 janvier |      | 7:45 – 8:03   | Service B, Gap                                   | Service B, Gap                               | Service B, Gap                               | Service B, Gap                               | Elfyn Evans       |
| 26 janvier | SS3  | After 8:51    | Saint-Léger-les-Mélèzes / La Bâtie-Neuve 1       | 16.68 km                                     | Thierry Neuville                             | 9:18.3                                       | Elfyn Evans       |
| 26 janvier | SS4  | After 10:24   | Champcella / Saint-Clément 1                     | 17.87 km                                     | Sébastien Ogier                              | 9:53.2                                       | Elfyn Evans       |
| 26 janvier | SS5  | After 11:57   | La Bréole / Selonnet 1                           | 18.31 km                                     | Sébastien Ogier                              | 10:10.8                                      | Elfyn Evans       |
| 26 janvier |      | 13:25 – 14:08 | Service C, Gap                                   | Service C, Gap                               | Service C, Gap                               | Service C, Gap                               | Elfyn Evans       |
| 26 janvier | SS6  | After 14:56   | Saint-Léger-les-Mélèzes / La Bâtie-Neuve 2       | 16.68 km                                     | Thierry Neuville                             | 9:09.0                                       | Elfyn Evans       |
| 26 janvier | SS7  | After 16:29   | Champcella / Saint-Clément 2                     | 17.87 km                                     | Thierry Neuville                             | 9:49.6                                       | Elfyn Evans       |
| 26 janvier | SS8  | After 18:02   | La Bréole / Selonnet 2                           | 18.31 km                                     | Sébastien Ogier                              | 10:26.3                                      | Elfyn Evans       |
| 26 janvier |      | 19:30 – 20:18 | Flexi service D, Gap                             | Flexi service D, Gap                         | Flexi service D, Gap                         | Flexi service D, Gap                         | Elfyn Evans       |
| 27 janvier |      | 6:54 – 7:12   | Service E, Gap                                   | Service E, Gap                               | Service E, Gap                               | Service E, Gap                               | Elfyn Evans       |
| 27 janvier | SS9  | After 8:51    | Esparron / Oze 1                                 | 18.79 km                                     | Thierry Neuville                             | 12:12.5                                      | Elfyn Evans       |
| 27 janvier | SS10 | After 9:53    | Les Nonières / Chichilianne 1                    | 20.04 km                                     | Sébastien Ogier                              | 11:27.2                                      | Thierry Neuville  |
| 27 janvier | SS11 | After 11:06   | Pellafol / Agnières-en-Dévoluy 1                 | 21.37 km                                     | Ott Tänak                                    | 12:40.0                                      | Thierry Neuville  |
| 27 janvier |      | 12:39 – 13:22 | Service F, Gap                                   | Service F, Gap                               | Service F, Gap                               | Service F, Gap                               | Thierry Neuville  |
| 27 janvier | SS12 | After 14:05   | Esparron / Oze 2                                 | 18.79 km                                     | Sébastien Ogier                              | 11:23.0                                      | Thierry Neuville  |
| 27 janvier | SS13 | After 15:53   | Les Nonières / Chichilianne 2                    | 20.04 km                                     | Sébastien Ogier                              | 11:32.4                                      | Sébastien Ogier   |
| 27 janvier | SS14 | After 17:06   | Pellafol / Agnières-en-Dévoluy 2                 | 21.37 km                                     | Thierry Neuville                             | 12:47.8                                      | Thierry Neuville  |
| 27 janvier |      | 18:39 – 19:27 | Flexi service G, Gap                             | Flexi service G, Gap                         | Flexi service G, Gap                         | Flexi service G, Gap                         | Thierry Neuville  |
| 28 janvier |      | 6:03 – 6:21   | Service H, Gap                                   | Service H, Gap                               | Service H, Gap                               | Service H, Gap                               | Thierry Neuville  |
| 28 janvier | SS15 | After 7:04    | La Bréole / Selonnet 3                           | 18.31 km                                     | Thierry Neuville                             | 10:31.8                                      | Thierry Neuville  |
| 28 janvier | SS16 | After 8:35    | Digne-les-Bains / Chaudon-Norante                | 19.01 km                                     | Thierry Neuville                             | 11:10.2                                      | Thierry Neuville  |
| 28 janvier |      | 11:17 – 12:02 | Regroupement, Roquebillière                      | Regroupement, Roquebillière                  | Regroupement, Roquebillière                  | Regroupement, Roquebillière                  | Thierry Neuville  |
| 28 janvier | SS17 | After 12:15   | La Bollène-Vésubie / Col de Turini (Power Stage) | 14.80 km                                     | Thierry Neuville                             | 9:50.4                                       | Thierry Neuville  |
| Source,    |      |               |                                                  |                                              |                                              |                                              |                   |

## Classement final

### WRC
| Championnat du Monde des Rallyes WRC Rally 1 | Championnat du Monde des Rallyes WRC Rally 1 | Championnat du Monde des Rallyes WRC Rally 1 | Championnat du Monde des Rallyes WRC Rally 1 | Championnat du Monde des Rallyes WRC Rally 1 | Championnat du Monde des Rallyes WRC Rally 1 | Championnat du Monde des Rallyes WRC Rally 1 | Championnat du Monde des Rallyes WRC Rally 1 | Championnat du Monde des Rallyes WRC Rally 1 | Championnat du Monde des Rallyes WRC Rally 1 | Championnat du Monde des Rallyes WRC Rally 1 | Championnat du Monde des Rallyes WRC Rally 1 | Championnat du Monde des Rallyes WRC Rally 1 |
| Position                                     | Position                                     | N°                                           | Pilote                                       | Copilote                                     | Équipe                                       | Voiture                                      | Temps                                        | Écart                                        | Points                                       | Points                                       | Points                                       | Points                                       |
| Classe                                       | Rallye                                       | N°                                           | Pilote                                       | Copilote                                     | Équipe                                       | Voiture                                      | Temps                                        | Écart                                        | SAM                                          | DIM                                          | PS                                           | Total                                        |
| -------------------------------------------- | -------------------------------------------- | -------------------------------------------- | -------------------------------------------- | -------------------------------------------- | -------------------------------------------- | -------------------------------------------- | -------------------------------------------- | -------------------------------------------- | -------------------------------------------- | -------------------------------------------- | -------------------------------------------- | -------------------------------------------- |
| 1                                            | 1                                            | 11                                           | Thierry Neuville                             | Martijn Wydaeghe                             | Hyundai Shell Mobis WRT                      | Hyundai i20 N Rally1                         | 3:09:30.9                                    | 0.0                                          | 18                                           | 7                                            | 5                                            | 30                                           |
| 2                                            | 2                                            | 17                                           | Sébastien Ogier                              | Vincent Landais                              | Toyota Gazoo Racing WRT                      | Toyota GR Yaris Rally1                       | 3:09:47.0                                    | +16.1                                        | 15                                           | 5                                            | 4                                            | 24                                           |
| 3                                            | 3                                            | 33                                           | Elfyn Evans                                  | Scott Martin                                 | Toyota Gazoo Racing WRT                      | Toyota GR Yaris Rally1                       | 3:10:16.1                                    | +45.2                                        | 13                                           | 6                                            | 2                                            | 21                                           |
| 4                                            | 4                                            | 8                                            | Ott Tänak                                    | Martin Järveoja                              | Hyundai Shell Mobis WRT                      | Hyundai i20 N Rally1                         | 3:11:30.7                                    | +1:59.8                                      | 10                                           | 4                                            | 1                                            | 15                                           |
| 5                                            | 5                                            | 16                                           | Adrien Fourmaux                              | Alexandre Coria                              | M-Sport Ford WRT                             | Ford Puma Rally1                             | 3:13:07.8                                    | +3:36.9                                      | 8                                            | 3                                            | 0                                            | 11                                           |
| 6                                            | 6                                            | 9                                            | Andreas Mikkelsen                            | Torstein Eriksen (en)                        | Hyundai Shell Mobis WRT                      | Hyundai i20 N Rally1                         | 3:15:05.5                                    | +5:34.6                                      | 6                                            | 0                                            | 0                                            | 6                                            |
| 7                                            | 7                                            | 18                                           | Takamoto Katsuta                             | Aaron Johnston (en)                          | Toyota Gazoo Racing WRT                      | Toyota GR Yaris Rally1                       | 3:17:59.4                                    | +8:58.5                                      | 4                                            | 2                                            | 3                                            | 9                                            |
| 8                                            | 20                                           | 13                                           | Grégoire Munster                             | Louis Louka                                  | M-Sport Ford WRT                             | Ford Puma Rally1                             | 3:44:10.9                                    | +34:40.0                                     | 0                                            | 1                                            | 0                                            | 1                                            |

### WRC-2
| 8  | 1  | 20 | Yohan Rossel       | Arnaud Dunand              | DG Sport Compétition (it) | Citroën C3 Rally2 (en)      | 3:20:00.7 | 0.0      | 25 | 1 |
| 9  | 2  | 25 | Pepe López (es)    | David Vázquez Liste        | Pepe López                | Škoda Fabia RS Rally2       | 3:20:04.7 | +4.0     | 18 | 2 |
| 10 | 3  | 21 | Nikolay Gryazin    | Konstantin Aleksandrov     | DG Sport Compétition      | Citroën C3 Rally2           | 3:20:16.1 | +15.4    | 15 | 3 |
| 11 | 4  | 24 | Nicolas Ciamin     | Yannick Roche              | Nicolas Ciamin            | Hyundai i20 N Rally2 (en)   | 3:24:15.0 | +4:14.3  | 12 | 0 |
| 13 | 5  | 27 | Stéphane Lefebvre  | Andy Malfoy                | Stéphane Lefebvre         | Toyota GR Yaris Rally2 (en) | 3:25:59.2 | +5:58.5  | 10 | 0 |
| 14 | 6  | 29 | Jan Solans (es)    | Rodrigo Sanjuan de Eusebio | Jan Solans                | Toyota GR Yaris Rally2      | 3:29:14.2 | +9:13.5  | 8  | 0 |
| 16 | 7  | 35 | Olivier Burri      | Anderson Levratti          | Olivier Burri             | Škoda Fabia Rally2 evo (en) | 3:40:17.5 | +20:16.8 | 6  | 0 |
| 17 | 8  | 32 | Mauro Miele        | Luca Beltrame              | Mauro Miele               | Škoda Fabia RS Rally2       | 3:41:19.9 | +21:19.2 | 4  | 0 |
| 24 | 9  | 39 | Eamonn Boland      | Michael Joseph Morrissey   | Eamonn Boland             | Ford Fiesta Rally2 (en)     | 3:50:35.5 | +30:34.8 | 2  | 0 |
| 25 | 10 | 40 | Jourdan Serderidis | Frédéric Miclotte          | Jourdan Serderidis        | Volkswagen Polo GTI R5 (en) | 3:51:19.0 | +31:18.3 | 1  | 0 |